# Platypalpus praecinctus
Platypalpus praecinctus är en tvåvingeart som först beskrevs av Collin 1926.  Platypalpus praecinctus ingår i släktet Platypalpus och familjen puckeldansflugor. Inga underarter finns listade i Catalogue of Life.